# Castillo de la Llecina
El castillo de la Llecina se encuentra situado en el monte Llecina controlando el valle del río Isábena en la localidad de Mont de Roda en el municipio oscense de Isábena.

## Historia
No aparece ninguna mención a esta fortaleza entre los numerosos castillos históricos del primitivo condado de Ribagorza. Algunos autores apuntan a que su origen puede data de la guerra civil que sufrió el condado en el siglo XVI. Otros, que se trata de una fortaleza construida en el siglo XVI para combatir las continuas incursiones de las tropas francesas.

## Descripción
En la actualidad quedan tan solo las ruinas de un torreón de planta rectangular de unos cuatro por cuatro y medio metros de planta de base y cuatro plantas de altura, de los que solo dos de sus muros se conservan. En los muros se pueden apreciar algunos vanos adintelados y alguna saetera. También quedan vestigios de un recinto que rodeaba la torre.

## Catalogación
El castillo de la Llecina está incluido dentro de la relación de castillos considerados Bienes de Interés Cultural, en virtud de lo dispuesto en la disposición adicional segunda de la Ley 3/1999, de 10 de marzo, del Patrimonio Cultural Aragonés. Este listado fue publicado en el Boletín Oficial de Aragón del día 22 de mayo de 2006.